# Willi Mönck
Willi Mönck (geb. 19. Juni 1921; gest. 5. Dezember 2015) war ein deutscher Oberingenieur und Fachbuchautor für Holzkonstruktionen. Nach einer Maurerlehre hat er in Breslau (heute Wrocław) Bauingenieurwesen studiert, später errang er noch ein Diplom für Architektur in Weimar.
1942 wurde er als Soldat der Wehrmacht eingezogen, wenige Wochen später verlor er an der Front seinen rechten Unterschenkel. Er heiratete am 13. Oktober 1945 seine fünf Jahre jüngere Frau Ilse aus Quedlinburg. Mönck hatte drei Kinder, sieben Enkelkinder und neun Urenkel.
Mönck war Inspektor im Neustrelitzer Stadtbauamt und 1948 Bauleiter für die Wiedereröffnung der Ingenieurschule Altstrelitz. An dieser Ingenieurschule war er zunächst Dozent, von 1952 bis 1954 war er Direktor der Ingenieurschule in Altstrelitz und damit jüngster Leiter einer solchen Bildungseinrichtung in Deutschland. Von 1954 bis 1986 arbeitete Willi Mönck in der Zentralstelle für Fernstudium Leipzig, dem späteren Institut für Aus- und Weiterbildung im Bauwesen. Willi Mönck galt als der führende Holzbauspezialist der DDR und hat mehr als 200 Publikationen verfasst.

## Schriften (Auswahl)
- Holzbau
  - Teil: H. 3., Dachtragwerke: Fachwerk- und Vollwandbinder; Leipzig: Zentralabteilung Fachmethodik der Fachschulen des Bauwesens 1956
  - Grundlagen für die Bemessung im Holzbau, Deutsche Bauakademie. Zentrale Abteilung Hoch- und Fachschulen, 1. Auflage 1959
  - Bemessung und Konstruktion, VEB-Verlag für Bauwesen Berlin; 10. Auflage 1985
  - Bemessung und Konstruktion, Deutsches Institut für Normung e.V. (mit Wolfgang Rug); 16. Auflage 2015, ISBN 978-3410219088
- Dachtragwerke aus Holz, Leipzig: Institut für Aus- u. Weiterbildung im Bauwesen 1977
- Konstruktionsgrundlagen im Holzbau, Leipzig: Institut für Aus- u. Weiterbildung im Bauwesen 1979
- Schäden an Holzkonstruktionen: Analyse und Behebung, VEB-Verlag für Bauwesen Berlin; 1. Auflage 1987
- Schäden an Holzkonstruktionen: Das Standardwerk für Sanierung und Denkmalpflege, (mit Klaus Erler), Huss-Medien; 4. Auflage 2004, ISBN 978-3345008139
- Holzbau. Bemessung und Konstruktion unter Beachtung von Eurocode 5, Verlag Bauwesen Berlin 2000, ISBN 978-3345006357